# 貝恩斯豪森巴赫河
50°54′10″N 8°20′40″E / 50.902895°N 8.344364°E
貝恩斯豪森巴赫河（德語：Bernshäuser Bach），是德國的河流，位於該國西部，處於北萊茵-威斯特法倫州，屬於班費河的左支流，河道全長3.8公里，流域面積3.7平方公里。